# Batalla de Dybbøl
La batalla de Dybbøl fue un enfrentamiento entre Prusia y Dinamarca en el marco de la guerra de los Ducados. La derrota de Dinamarca supuso la retirada del sur de Jutlandia y la desintegración de la tropa allí presente, lo que significó la pérdida de su único ejército en condiciones de combatir al poderoso contingente prusiano.

## Contexto
La guerra comenzó con la anexión del ducado de Schleswig por parte del rey Cristian IX de Dinamarca en 1863. Esto fue visto como una amenaza por las potencias alemanas, Prusia y el Imperio austriaco, que declararon la guerra a Dinamarca. Prusia, que se hizo cargo de la principal ofensiva, fue obligando a ceder terreno al ejército danés, que se refugió en la fortaleza de Dybbøl, en una pequeña península frente a la ciudad de Sønderborg. Este fuerte estaba muy desprotegido, ya que los esfuerzos defensivos daneses se habían puesto en la fortaleza de Dannevirke, pero esta había sido abandonada por precaución. Aun así, el fuerte resistió el asedio prusiano durante más de un mes gracias al apoyo marítimo del acorazado Rolf Krake.

## Batalla
La madrugada del 18 de abril el general prusiano, Federico Carlos de Hohenzollern, ordenó a sus soldados ocupar sus posiciones frente a Dybbøl. A las 10:00 de la mañana la artillería prusiana cesó el bombardeo. Fue entonces cuando los prusianos cargaron contra las defensas danesas, sin que el Rolf Krake pudiese hacer nada para impedirlo. Trece minutos después de las diez Prusia ya había tomado las defensas exteriores.
Los daneses trataron de frenar la ofensiva, enviando a la octava brigada en un contraataque, que fue repelido, perdiendo además la brigada la mitad de sus efectivos. El avance prusiano era ya imparable. Tras perder el Molino de Dybbøl, los daneses vieron ya insostenible la defensa, huyendo las restantes tropas hacia Sønderborg hacia las 13:30, logrando salvar mucha artillería.
Murieron más de 5000 hombres entre los dos bandos. Fue la primera batalla en la que se registró la presencia de voluntarios de la Cruz Roja. La batalla es hoy conmemorada anualmente por los daneses.

## Consecuencias
Los prusianos aprovecharon la toma de Dybbøl para poder hacerse con el control del estrecho de Als, además de lograr una gran ventaja táctica en tierra. Lo único que aún privaba a la alianza austro-prusiana de la victoria era su escaso poder naval, como se había visto con la facilidad del acorazado danés Rolf Krake para navegar por aguas cercanas a las zonas de conflicto. Tras la batalla los germánicos enviaron una gran ofensiva naval que acabó con la flota danesa en Heligoland. La batalla de Dybbøl es considerada normalmente como la más importante de la guerra, ya que decidió el destino de ésta. El 30 de octubre de 1864 se firmó la paz. Para Dinamarca supuso una masacre que traumatizó a todo el país, haciendo que tomase una postura de neutralidad en las décadas siguientes. Sin embargo para Prusia, la guerra le sirvió para comenzar el proceso de unificación de Alemania que acabaría en 1871.